# 拉巴河 (維斯瓦河支流)
50°08′15″N 20°30′33″E / 50.1375°N 20.5092°E

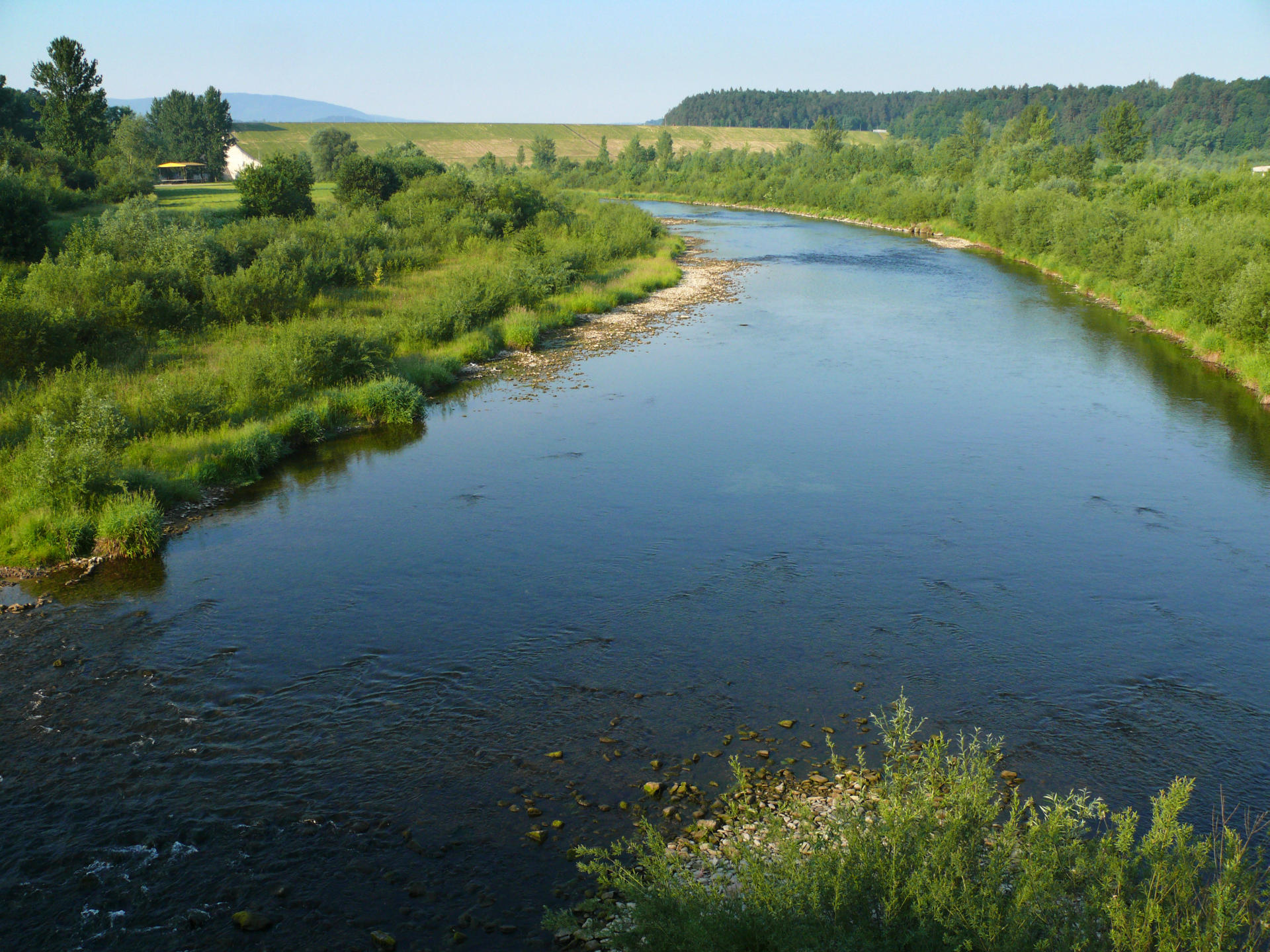

拉巴河（波蘭語：Raba）是波蘭的河流，位於該國東南部，處於小波蘭省，屬於維斯瓦河的右支流，河道全長132公里，流域面積1,537平方公里，發源自別什恰迪山脈。